# ALAXALA Networks
ALAXALA Networks（全稱：ALAXALA Networks株式會社）是2004年於日本成立的日立製作所子公司。

## 外部連結
- （英文）ALAXALA Networks全球（页面存档备份，存于）
- （日語）ALAXALA Networks日本（页面存档备份，存于）